# Косяк, Юрий Фёдорович
Юрий Фёдорович Косяк (6 ноября 1926 года, Люботин, Харьковский округ — 13 августа 2015, Харьков) — украинский советский деятель, генеральный конструктор производственного объединения турбиностроения «Харьковский турбинный завод» имени Кирова. Член ЦК КПУ в 1976 — 1990 г. Депутат Верховного Совета СССР 9-10-го созывов. Доктор технических наук, профессор. Академик Инженерной академии Украины.

## Биография
В 1941 году окончил 7 классов харьковской школы.
В августе 1943 — 1950 г. — служба в Советской армии: солдат 147-го запасного полка, курсант специальной полковой школы в городе Муром, стрелок комендантского взвода, наводчик зенитной установки 9-й гвардейской танковой дивизии 2-й гвардейской танковой армии. Участник Великой Отечественной войны. После войны служил в составе Группы советских войск в Германии.
В 1951 — 1956 г. — студент Харьковского политехнического института, специальность турбиностроение.
Член КПСС с 1952 года.
В 1956 — 1968 г. — инженер-конструктор, старший инженер, заместитель главного конструктора Харьковского турбинного завода имени Кирова.
В 1968 — 1978 г. — главный конструктор Харьковского турбинного завода имени Кирова. Кандидат технических наук с 1970 года.
В 1978 — 1991 г. — начальник специального конструкторского бюро «Турбоатом» — главный конструктор паровых и газовых турбин производственного объединения атомного турбиностроения «Харьковский турбинный завод» имени Кирова", генеральный конструктор производственного объединения атомного турбиностроения «Харьковский турбинный завод» имени Кирова.
Автор более 40 изобретений. Под его руководством были спроектированы, основанные и введены в эксплуатацию турбины на сверхкритических параметрах пара мощностью 300 и 500 МВт для тепловых электростанций. Создано новое направление в паротурбиностроении — проектирование и освоение производства влажно-паровых турбин для атомных электростанций мощностью 200, 500 и 750 МВт на 3000 об/мин, а также — тихоходные турбины на 1500 об/мин для АЭС мощностью 1000 МВт, установленные на предприятиях Казахстана, РФ, Украины.
С 1991 г. — на пенсии в Харькове.

## Награды
- орден Ленина (1986)
- орден Дружбы народов (1981)
- орден Трудового Красного Знамени (1971)
- орден Отечественной войны 2-й ст. (1985)
- орден Славы 3-й ст.
- лауреат Государственной премии Украинской ССР в области науки и техники (1979)
- медаль «За отвагу»
- медаль «За освобождение Варшавы»
- медаль «За взятие Берлина»
- Государственная премия СССР — 1979,